# João Paiva
Pour les articles homonymes, voir Paiva (homonymie).
João Paiva, de son nom complet João Pedro de Lemos Paiva , est un footballeur portugais né le 8 février 1983 à Lisbonne. Il évolue au poste d'attaquant.

## Biographie
João Paiva est formé au Sporting Portugal. Il joue ensuite dans l'équipe B du CS Marítimo. En 2004, il est transféré au Sporting Clube de Espinho, où il commence véritablement sa carrière professionnelle.
En 2005, il quitte son pays natal et rejoint le championnat chypriote en signant avec l'équipe d'Apollon Limassol. Il rejoint en 2008 l'AEK Larnaca.
En 2008, il rejoint la Suisse et signe un contrat en faveur du FC Lucerne. Il dispute un match en Ligue Europa avec ce club. João Paiva est ensuite transféré en 2011 au Grasshopper Club Zurich. En 2013, il est prêté au FC Wohlen.

## Carrière
- 2001-2003 :  Sporting Portugal B
- 2003-2004 :  CS Marítimo B
- 2004-2005 :  SC Espinho
- 2005-2007 :  Apollon Limassol
- 2008 :  AEK Larnaca
- 2008-2011 :  FC Lucerne
- 2011-2013 :  Grasshopper Club Zurich
- → 2013-2014 :  FC Wohlen
- 2014- :  FC Winterthour[1],[2]